# Prenolepis imparis
Prenolepis imparis är en myrart som först beskrevs av Thomas Say 1836.  Prenolepis imparis ingår i släktet Prenolepis och familjen myror.

## Underarter
Arten delas in i följande underarter:
- P. i. arizonica
- P. i. colimana
- P. i. coloradensis
- P. i. imparis
- P. i. veracruzensis

## Bildgalleri

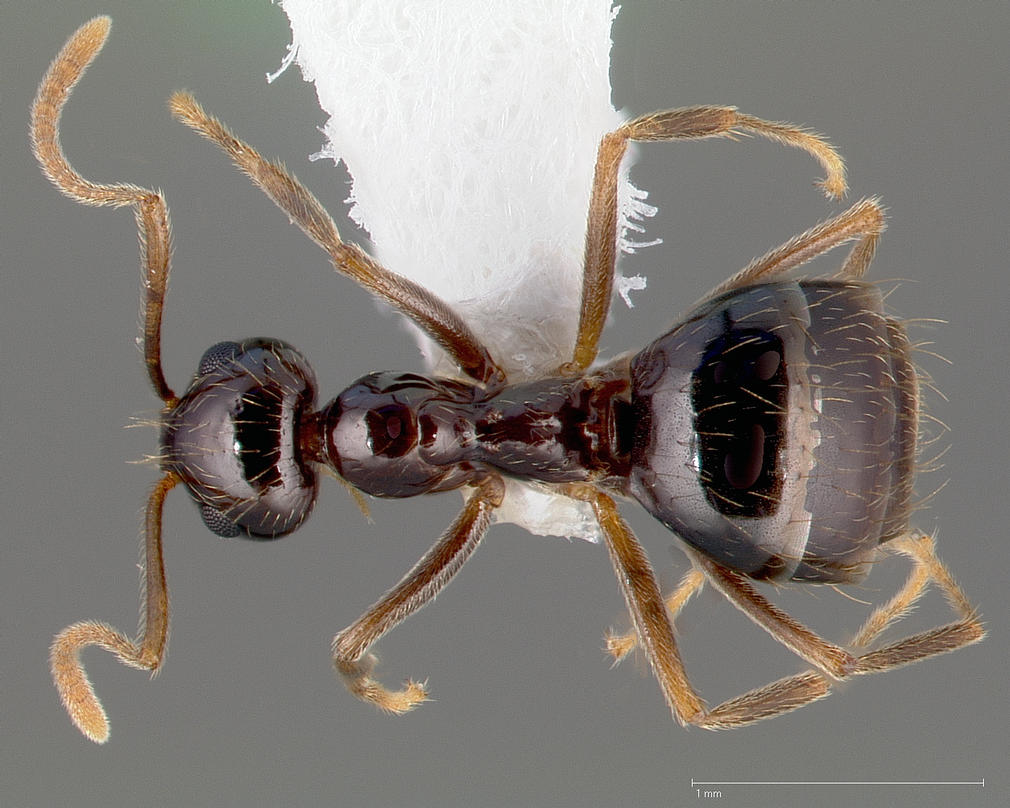
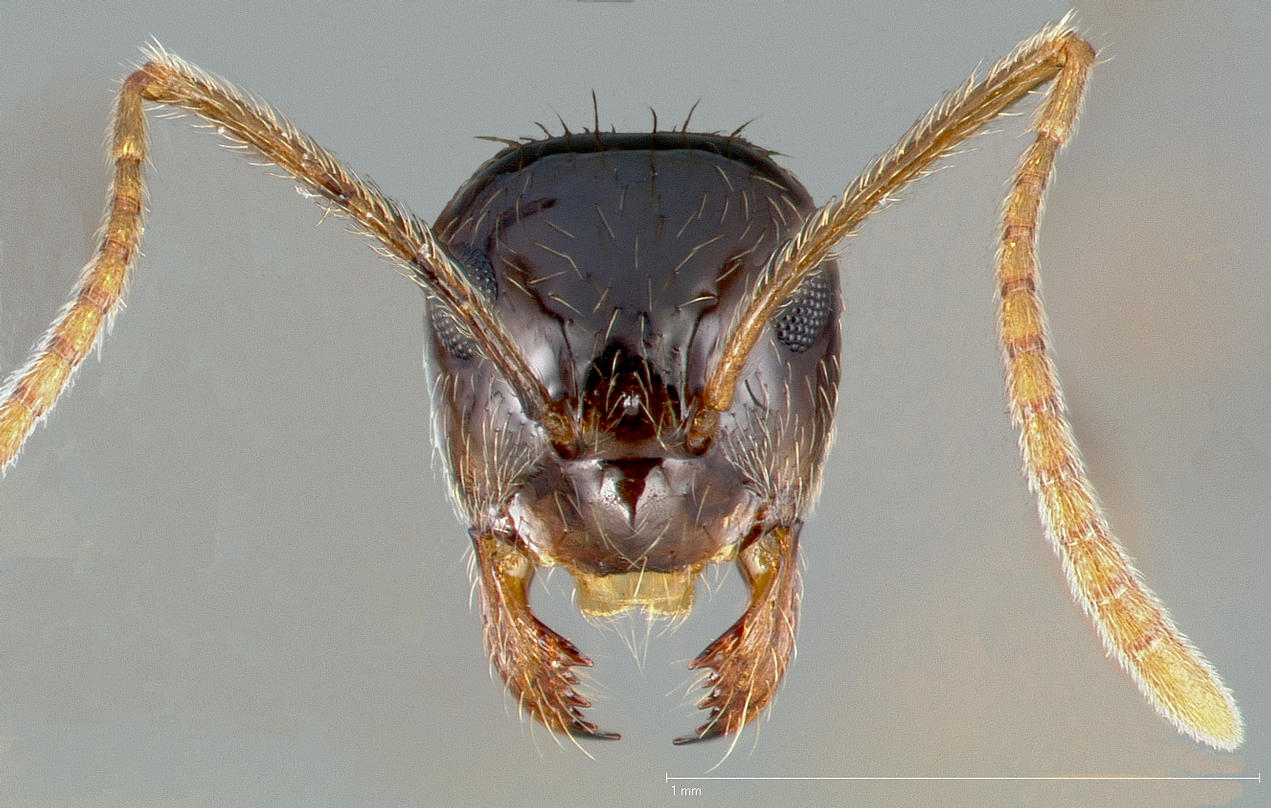
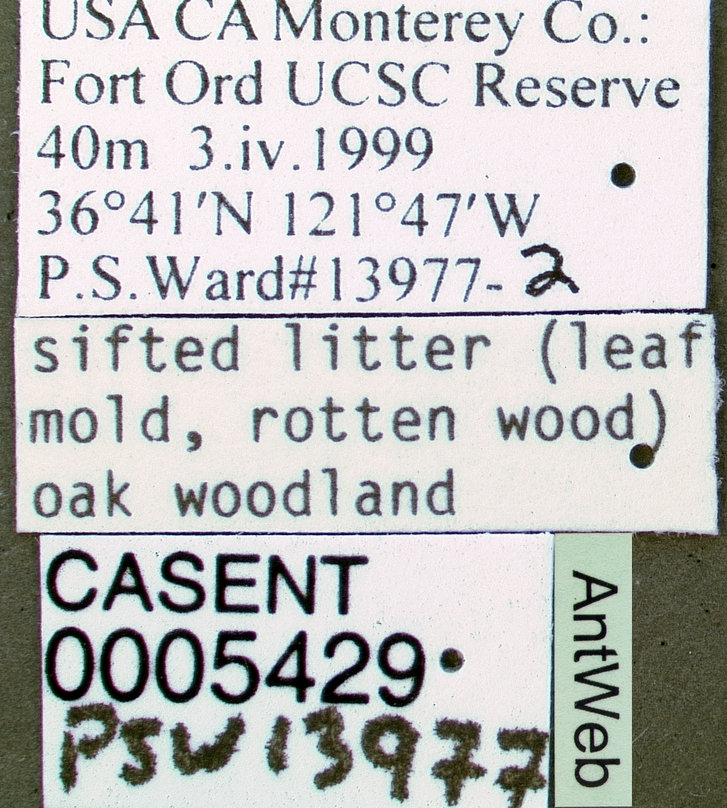
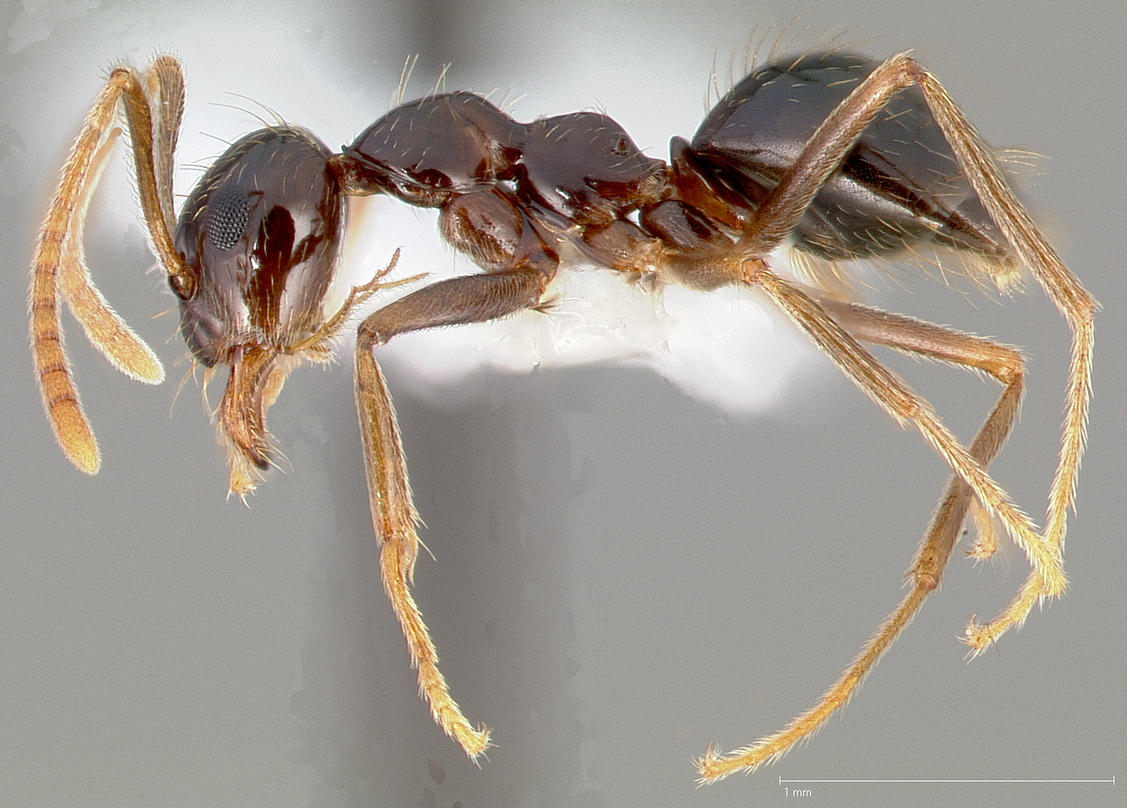
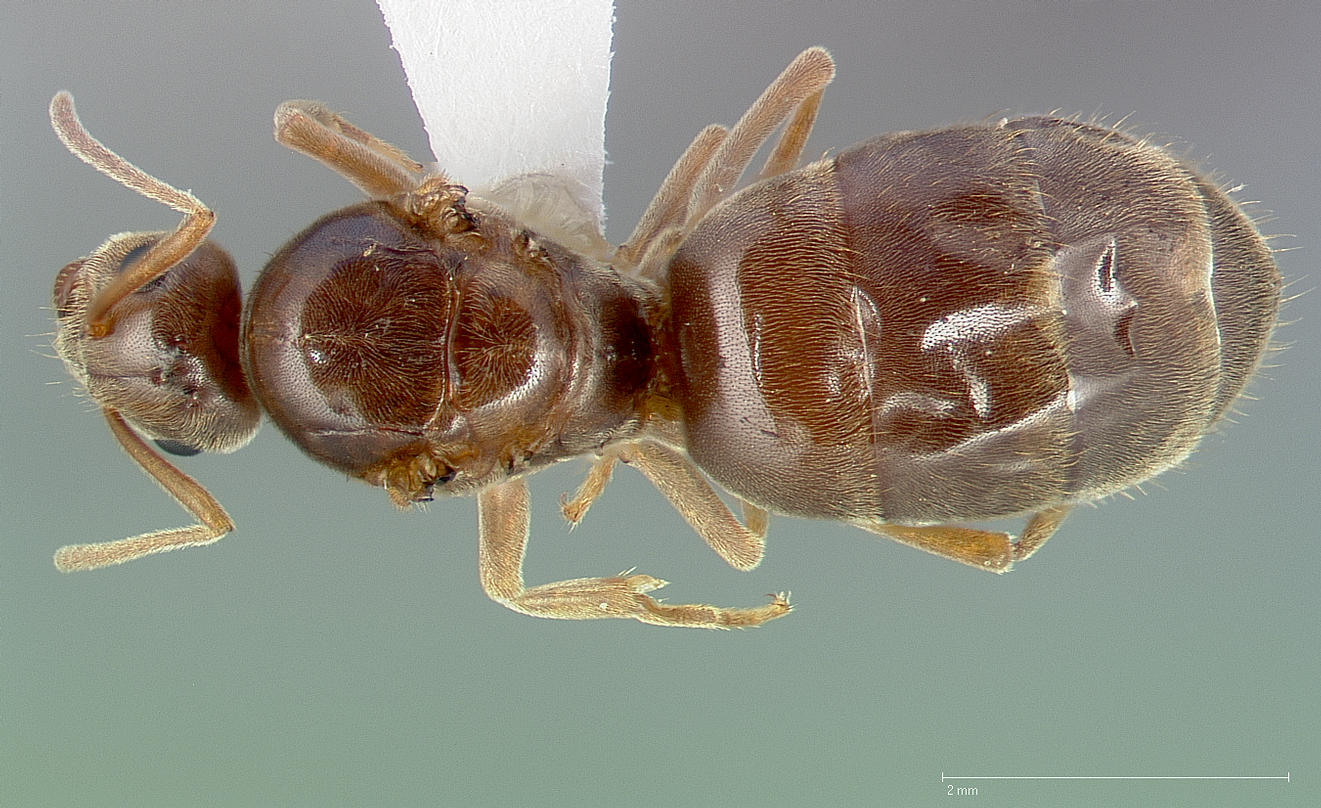
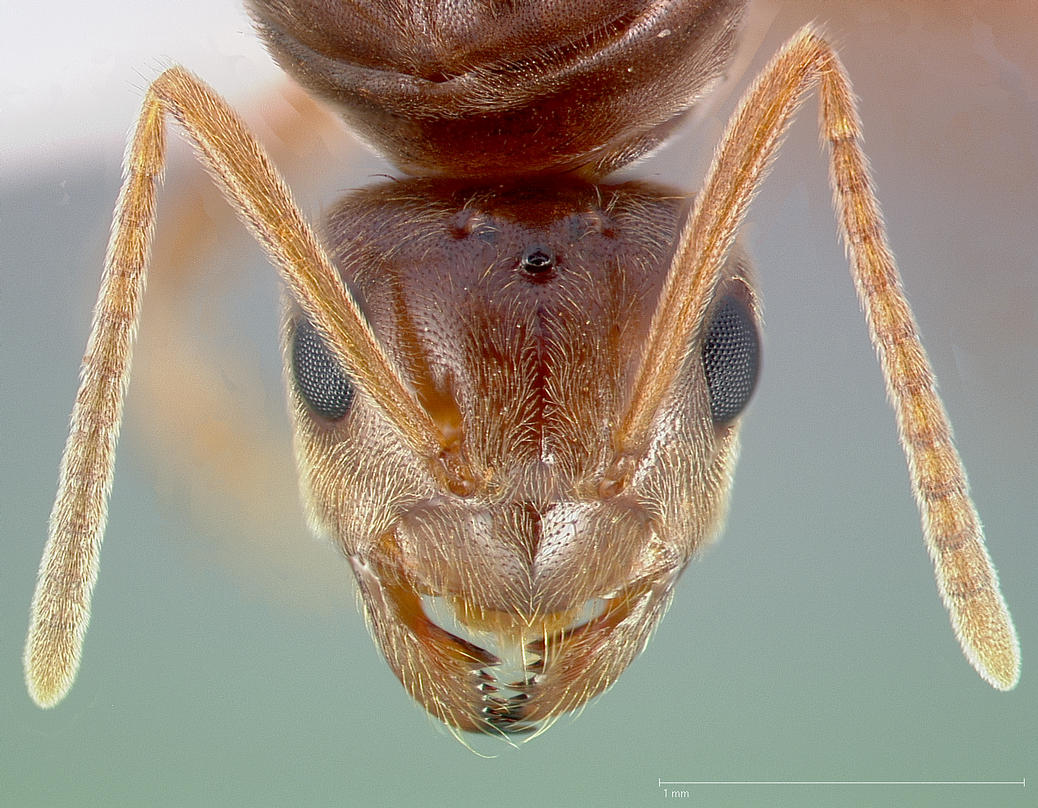